# کتابچه راهنمای داروی آرام
کتابچه راهنمای داروی آرام (به انگلیسی: The Peaceful Pill Handbook) کتابی بحث‌برانگیز درباره راهکارهای آموزشی مرگ آسان با رضایت مقتول است؛ این کتاب در سال ۲۰۰۷ میلادی در ایالات متحده آمریکا به نویسندگی دکتر فیلیپ نیچک و فیونا استوارت به‌چاپ رسید.
این کتاب به توضیح جنبه‌های قانونی و اخلاقی خودکشی مرگ با رضایت می‌پردازد و انواع روش‌های خودکشی آسان را بررسی می‌کند. توجه اولیه کتاب به روش‌های آسان خودکشی، نه روش‌های خشن، برای بیماران لاعلاج یا افراد سالخورده-که می‌خواهند با آزادی بمیرند-معطوف شده‌است. نیچک برای تمایز قائل‌شدن بین روش‌های خودکشی و دیگر روش‌های منجر به مرگ از یک سنجه به نام «سنجه پایایی و مسالمت‌آمیز بودن» بهره برده‌است.
کتاب پس از بررسی مسئلهٔ پایان‌دادن به زندگی، مروری بر مسائل قانونی پیرامون آن دارد و سپس به بررسی چند روش خودکشی آرام می‌پردازد و مزایا و معایب هر یک از آن‌ها از جهت فاکتورهایی همچون: پایایی و میزان آرامش در حین مرگ را ارزیابی می‌کند. روش‌های مورد بررسی عبارتند از: هیپوکسی، کیسه خودکشی، مونوکسید کربن، سیانید، مورفین، پروپوکسی‌فن، فنوباربیتال، تولید دستی داروی مرگ و استفاده از کمک فیزیکی فرد دیگر (در جای‌هایی که قانون اجازه می‌دهد، مانند سوییس). پس از بیان روش‌ها، در یک فصل درباره اتفاقات احتمالی پس از مرگ توضیح می‌دهد و مواردی مانند واکنش نزدیکان، سوگواری، اعلام عمومی، طبیعی جلوه‌دادن مرگ، وصیت‌نامه، گواهی مرگ و کالبدشکافی… را بررسی می‌کند. فصل آخر به نتیجه‌گیری و خلاصه‌سازی مطالب اختصاص دارد.

## پذیرش
با آنکه این کتاب در استرالیا و زلاند نو ممنوع است، به‌آسانی از راه وب‌گاه آمازون.کام، آمازون. کو. یوکی و نیز وب‌سایت رسمی این کتاب در دسترس است.

### استرالیا
در حالی که در کشور استرالیا این کتاب در رده سنی بالای ۱۸ سال رده‌بندی شد، با حکمی از طرف دادگاه عالی این کشور این رده‌بندی برداشته شد. در سال ۲۰۰۹ وب‌گاه این کتاب در فهرست سانسور و فیلترینگ اینترنتی دولت استرالیا زیر عنوان «محتوای پاک» قرار گرفت؛ با این حال، نسخهٔ الکترونیکی این کتاب همچنان آزاد است و افراد می‌توانند نسخهٔ کاغذی آن را نیز در این کشور خریداری نموده یا به این کشور وارد کنند.

### زلاند نو
در سال ۲۰۰۹ مجمع حفاظت از استانداردهای جامعه زلاند نو اعتراض خود را به ناشران این کتاب اعلام داشت؛ به همین روی، این کتاب تا مدتی در زلاند نو ممنوع شد؛ هر چند پس از مدتی با تغییر شکل، دوباره انتشار یافت و البته در صورتی که برچسب طبقه‌بندی سنی و مهر و موم سانسور را دارا باشد اجازه نشر خواهد داشت.